# Зденко Верденик
Зденко Верденик (словен. Zdenko Verdenik, нар. 2 травня 1949, Птуй) — югославський, а потім словенський футбольний тренер.

## Кар'єра тренера
Розпочав тренерську кар'єру 1984 року, очоливши тренерський штаб клубу «Олімпія» (Любляна), втім не врятував команді від вильоту з другого дивізіону Югославії у сезоні 1984/85, а після невдалого старту у третьому дивізіоні був звільнений 1985 року.
1993 року став головним тренером молодіжної збірної Словенії, яку тренував один рік, після чого став працювати з національною збірною країни. Дебютував на тренерському містку збірної в офіційному матчі 7 вересня 1994 року у грі відбору до Євро-1996 проти Італії, в якій балканці сенсаційно зіграли внічию 1:1. В другій грі відбору словенці зіграли внічию 0:0 з Україною, втім надалі результати команди погіршились і вона закінчила відбір на передостанньому п'ятому місці. Тим не менш Зденко продовжив працювати з командою, і до початку відбору на чемпіонат світу 1998 року збірна залишилася непереможною чотири рази у п'яти товариських матчах. В тому числі з рахунком 7:1 булав розбита збірна Ісландії, що стало найбільшою перемогою збірної в історії на той момент. Щоправда початок відбору на чемпіонат світу вийшов не таким вділим: у перших трьох матчах збірна здобула лише одне очко і 30 квітня 1997 року після розгромної поразки 0:4 від Данії Верденик був звільнений. Паралельно у 1995 році Верденик знову недовго очолював «Олімпію» (Любляна)
У травні 1998 року прийняв пропозицію попрацювати в австрійському клубі «Аустрія» (Відень), втім вже 2 квітня 1999 року сторони погодилися про розірвання взаємної домовленості про співпрацю. Причиною припинення дії договору зі словенцем називалися як невтішна турнірна ситуація команди, так й серйозні проблеми зі здоров'ям самого Верденика. Команда вилетіла вже в першому турі Кубка Австрії і здобула лише 9 перемог у 25 іграх у Бундеслізі, не потрапляючи у зону єврокубків на наступний сезон. У тогорічному ж розіграші єврокубка команда також вже в першому турі Кубка УЄФА вилетіла від проти польського «Руха» (Хожув).
У 2000 році Верденик переїхав до Японії, де підписав контракт з клубом вищого дивізіону «ДЖЕФ Юнайтед». Згодом там же працював з командами «Нагоя Грампус» та «Вегалта Сендай», а останнім місцем тренерської роботи став клуб «Омія Ардія», головним тренером команди якого Зденко Верденик був з 2012 по 2013 рік.